# Brawn BGP 001
De BGP001 is een Formule 1-auto, die in 2009 werd gebruikt door het Formule 1-team van Brawn GP. Jenson Button wist met de auto wereldkampioen te worden, en het team pakte daarnaast ook de constructeurstitel. In totaal werden er acht overwinningen behaald. De auto was niet uitgerust met het Kinetic Energy Recovery System.

## Onthulling
De BGP001, de eerste en tevens laatste auto van het Brawn GP team, werd op 6 maart 2009 onthuld op het circuit van Silverstone. Het test debuut van de Brawn BGP 001 in de door de FIA vastgestelde testdagen, was op 9 maart 2009 op het Spaanse circuit Catalunya.

## Formule 1-resultaten
- Jenson Button
- overwinningen: 6
- podiums: 3
- pole positions: 4
- punten totaal: 95

- Rubens Barrichello
- overwinningen: 2
- podiums: 4
- punten totaal: 77

- totaal aantal punten: 172
- kampioen bij de coureurs: Jenson Button
- constructeurs kampioenschap

## Technische gegevens
| Details         | Details                                |
| --------------- | -------------------------------------- |
| Ontwerper       | Jörg Zander                            |
| Motor           | Mercedes 2400 cc V8 (90°)              |
| Chassis         | Koolstofvezel en honingraatcomposieten |
| Versnellingsbak | 7-traps semi-automaat                  |
| Gewicht         | 620 kg                                 |
| Brandstof       | Mobil 1                                |
| Banden          | Bridgestone                            |